# ディブク

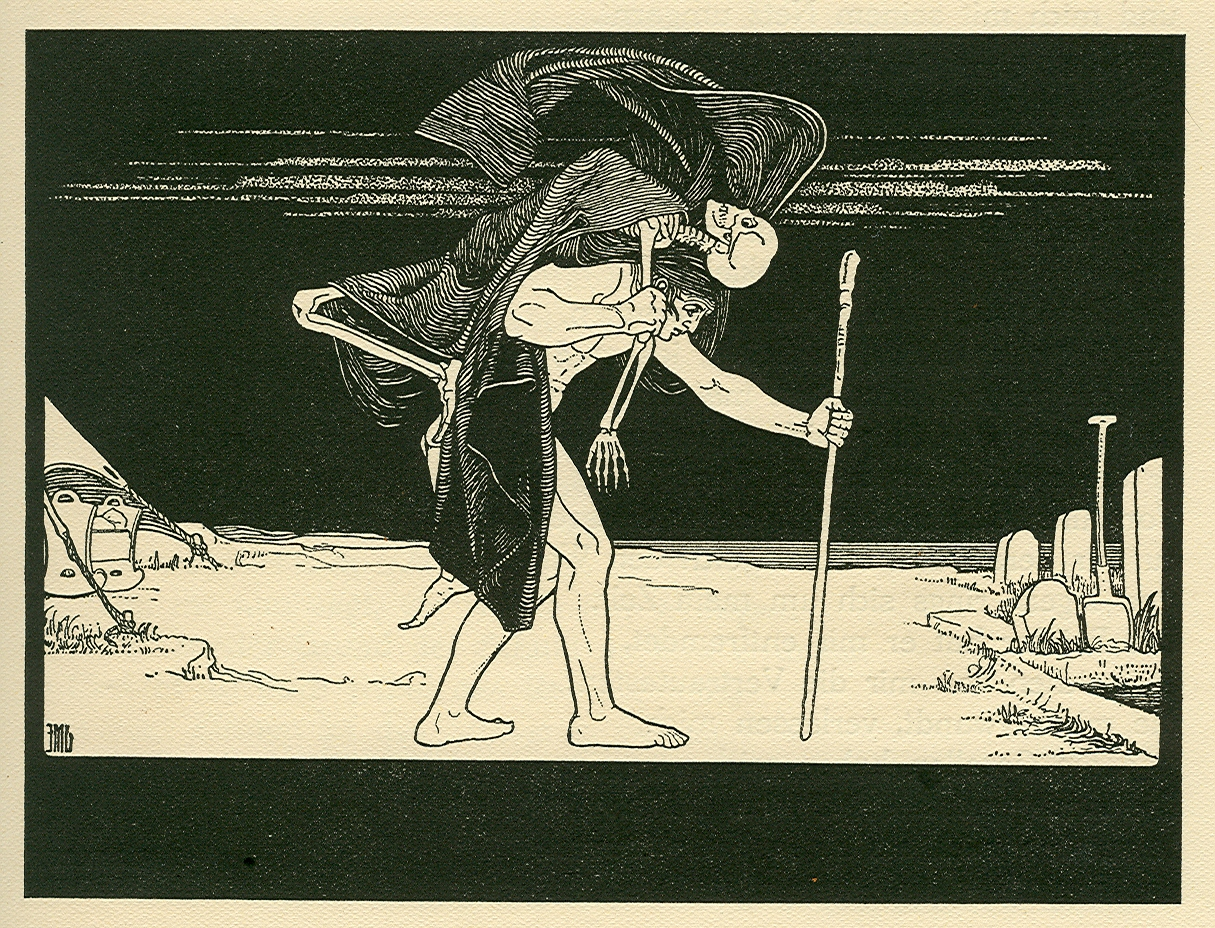
人間にのしかかるディブクの図（画：エフライム・リリエン）

ディブク（イディッシュ語: דיבוק、英語: Dybbuk、Dibbuk）は、東欧のイディッシュ文化において信じられる悪魔憑きを行う悪霊。

## 概要
自殺などの罪業のため輪廻（ギルグル）を行う事ができず、現世をさまよい人に憑依し、憑いた人間に異常な言動をとらせる。悪魔払いを行うことによって、体から追い出すことができると信じられる。
ヘブライ語のדיבוק、dāḇaq（日本語でいう「しがみつく」）という単語に由来する。中世ユダヤ人社会の中の民俗信仰であったが、16世紀にイサク・ルリアが自らのカバラ体系の中に取り入れ、ユダヤ教と習合した。